# El Coto (Gijón)

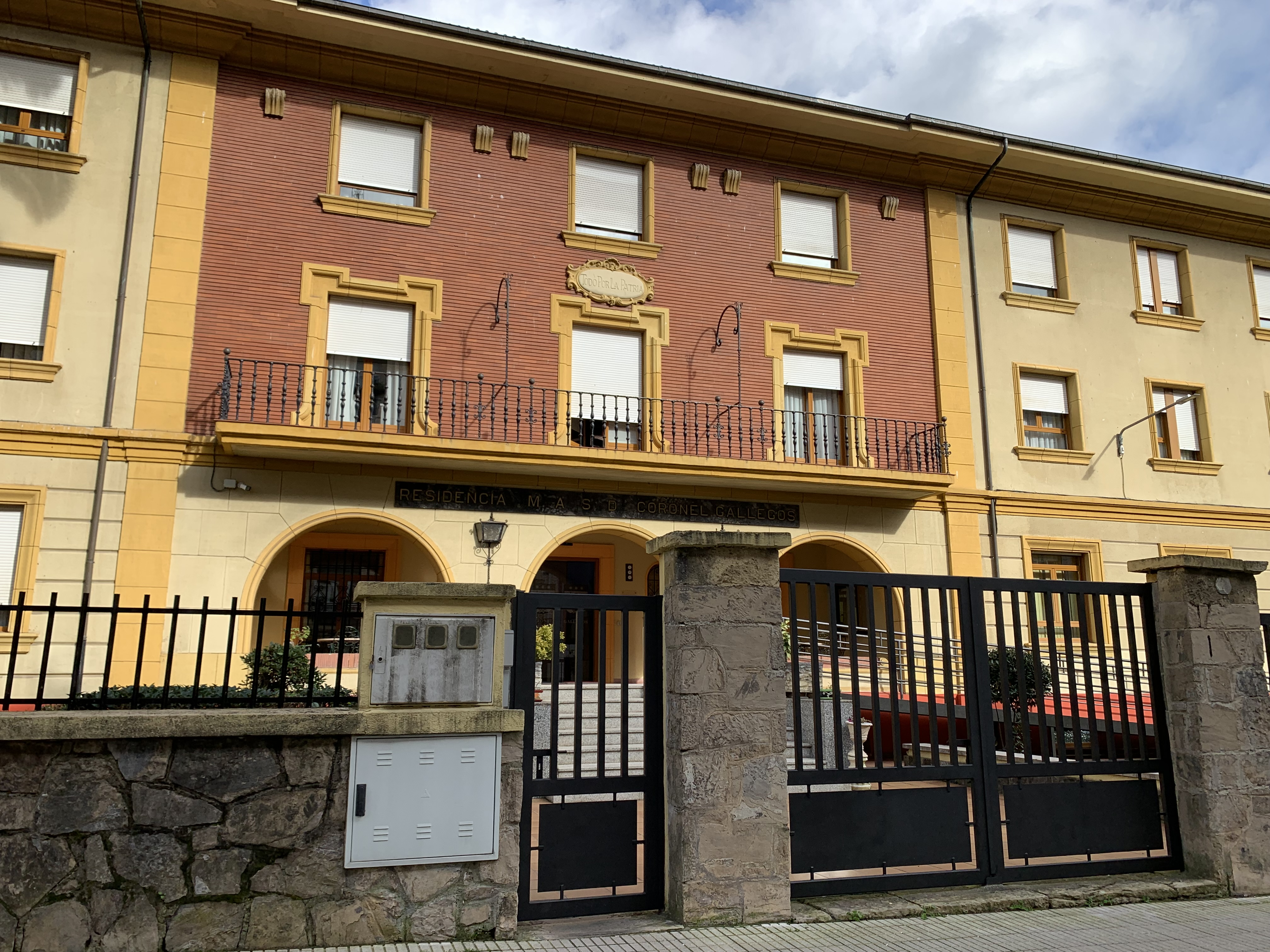
Residencia Militar de Acción Social de Descanso Coronel Gallegos.

El Coto es uno de los barrios en que se divide el municipio de Gijón, Asturias (España), y, dentro de la distribución de la ciudad por distritos, pertenece al Distrito Este. 

## Situación y comunicaciones
El barrio de El Coto se encuentra situado en el territorio que se extiende entre la avenida de Pablo Iglesias y las calles de Ramón y Cajal y de Anselmo Solar. Bordea con los barrios de La Arena, Las Mestas, Viesques y Ceares.
Por El Coto discurren las líneas de EMTUSA 2, 15,16 y Búho 4 principalmente. Las calles que bordean el barrio ofrecen muy buena salida a las autovías AS-I y A-8 así como al resto de la ciudad.
Hay un carril bici que conecta a El Coto con La Arena y Viesques por la calle del General Suárez Valdés.

## Población
El 1 de enero de 2018 el barrio de El Coto contaba con 9.275 habitantes de los cuales, 5029 son mujeres y 4246 hombres.

## Historia

### El barrio
De acuerdo con la investigación llevada a cabo por Luis Miguel Piñera, el nombre del Coto de San Nicolás del Mar aparece citado por primera vez el 11 de noviembre de 1476, en la Escritura de Foro Perpetuo con cláusula de Comiso y de Indivisión, firmada por Alfonso de León, notario apostólico. Se trata de la primera escritura que se otorgó tras en incendio que destruyó Gijón a fines del siglo XIV y también nos informa de que el primer propietario de la colina de El Coto era un tal Juan de Gijón. Se trataba de una extensión de terreno bastante mayor de lo que hoy conocemos como barrio de El Coto. Llegaba por el oeste hasta más o menos donde hoy, la Cruz de Ceares; por el este se extendía casi hasta Cabueñes, incluyendo las actuales zonas de El Bibio, Viesques y La Guía. Por el norte iba hasta el arenal, de dónde le viene el nombre de San Nicolás del Mar. En el Gijón del finales del siglo XIX era frecuente aplicar a los terrenos parcelados el nombre de "coto", de ahí la otra parte del nombre.

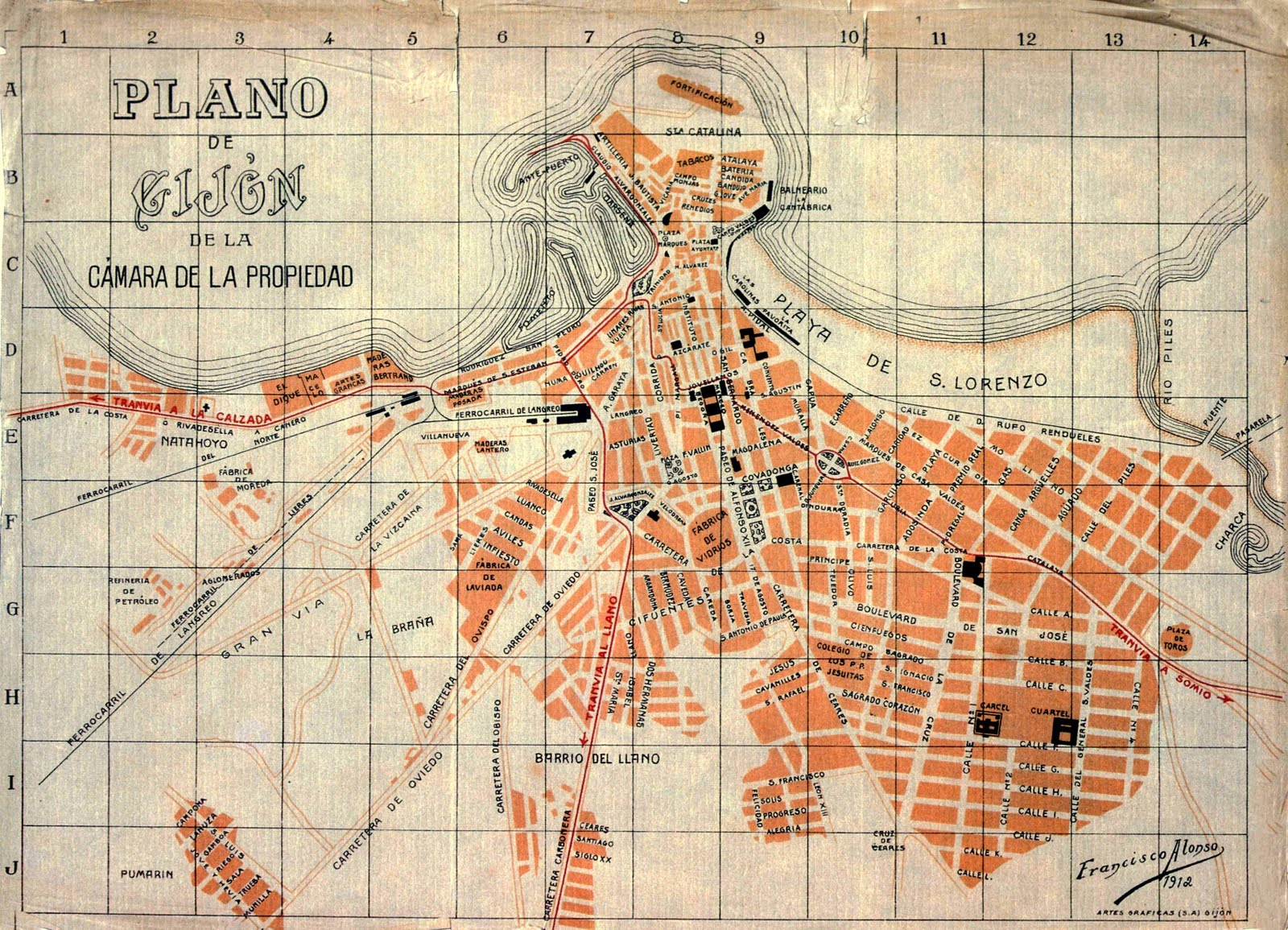
En este mapa de 1912 se aprecia la parcelación del barrio a pesar de su escasa urbanización. Se resaltan la cárcel y el cuartel militar.

En 1898 los hermanos Menéndez-Morán diseñan el barrio mediante una parcelación en cuadrícula algo afectada hasta la actualidad. Surgió con la idea de que se convirtiera en una ciudad jardín. Sin embargo, El Coto no tendría mucha edificación hasta la construcción de la cárcel y el cuartel, a inicios del siglo XX, que dieron un impulso muy importante a la urbanización del barrio, que empezó con la construcción, ya a principios del siglo XX de los primeros edificios, normalmente casas unifamiliares tipo chalet que le dieron al barrio, con el paso de los años, su aspecto característico de ciudad jardín.
Los servicios de alcantarillado, luz y agua se fueron incorporando en el barrio gracias a las necesidades derivadas de los dos edificios emblemáticos de la zona, el cuartel y la cárcel. Posteriormente se construyeron las calles, todas paralelas y perpendiculares y con un ancho considerable que, en gran parte, todavía conservan. Destacan dos Bulevares, el de La Cruz (calle Ramón y Cajal) y el de San José (avenida de Pablo Iglesias).
A partir de 1960 la falta de control municipal sobre las edificaciones de Gijón hicieron que se levantaran en el barrio, contra toda racionalidad, edificios de hasta seis pisos, transformándose en el clásico barrio para residencia exclusiva de obreros y perdiendo el carácter de barrio con viviendas unifamiliares que había tenido hasta entonces.

### El cuartel

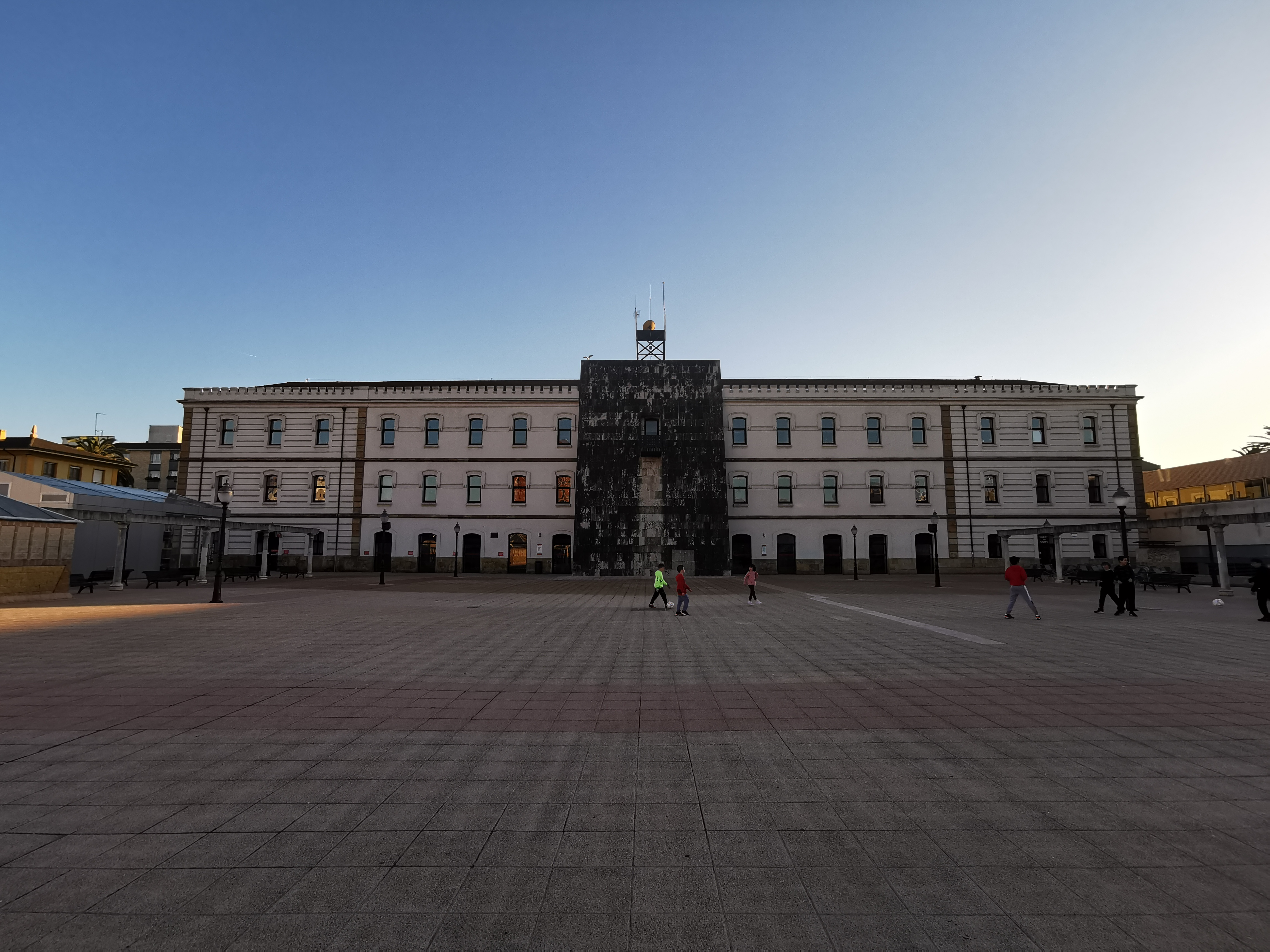
Antiguo cuartel Alfonso XIII tras la rehabilitación de los años 1990.

El 19 de agosto de 1900 fue colocada la primera piedra del cuartel Alfonso XIII por el propio Rey Alfonso XIII, que tenía entonces 14 años. Fue inaugurado en 1911, y la última guarnición abandonó el cuartel el 8 de febrero de 1985. En esos 74 años fue primero el acuartelamiento del Regimiento de Infantería de Línea Tarragona número 78, de sobrenombre «El Firme», que se fusionó con el Regimiento Milán; y, posteriormente, del Batallón de Zapadores Minadores 8, mientras al viejo colegio de los Jesuitas, también El Coto, iba el Regimiento de Infantería de Montaña Simancas 40. Durante la guerra civil, el cuartel estuvo fuertemente asediado y cayó finalmente el 16 de agosto de 1936. Tras la guerra, a El Coto fue este regimiento (con numeral 4) hasta que pasó a Agrupación de Infantería Simancas, y después a la nueva Agrupación Mixta de Encuadramiento 7, que fue la unidad que cedió la instalación, junto con la Brigada de Infantería de Defensa Operativa del Territorio VII (BRIDOT-VII), al Ayuntamiento de Gijón, junto al polígono de tiro de La Providencia, el Cerro de Santa Catalina y el campo de prácticas de La Coría. Al ceder el cuartel a la ciudad estaba en él, dentro de esa agrupación, el Grupo Ligero de Caballería VII, que contaba además de plana mayor con un escuadrón ligero y otro de carros de combate (era la unidad de carros mayor de España, con 21 carros ligeros M-41), más el Batallón Mixto de Ingenieros VII (formado por zapadores y transmisiones), la Compañía de Operaciones Especiales 72 y la unidad de plana mayor, que tras permanecer un año en el nuevo acuartelamiento Cabo Noval se disolvió.
Los planos, presupuestos y otros detalles de la construcción del edificio se encuentran en el Archivo Municipal de Gijón.
El cuartel, rehabilitado por los arquitectos Vicente Díez Faixat y Justo López García, alberga, desde finales de los 1990, el Centro de Salud y el Centro Municipal Integrado del Barrio, y, más recientemente, la Agencia Local de Empleo.

### La cárcel

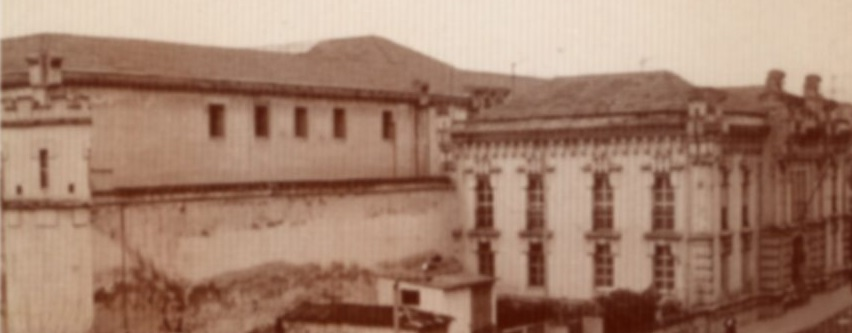
Antigua cárcel de El Coto, 1909-1994.

Hasta la construcción de la cárcel en el barrio de El Coto, el único centro de reclusión de Gijón se encontraba en Cimadevilla, en los bajos de la Torre del Reloj. Ya en 1898 la Corporación Municipal reconocía que aquellas instalaciones no eran adecuadas para albergar a los presos: "la cárcel que hoy existe es sabido que no reúne las condiciones de higiene, seguridad y capacidad tan necesarias en un establecimiento de esta clase y es triste y desconsolador pensar en la lamentable situación de los presos allí recluidos con el triste espectáculo que representa el hacinamiento y la confusión en que se encuentran".
Tras varios intentos fracasados de construir una nueva cárcel, el 18 de julio de 1905 se aprobó el proyecto presentado por el arquitecto municipal Miguel García de la Cruz ante la Junta de Cárceles. En 1906 comenzaron las obras y fue inaugurada el 9 de agosto de 1909. Era propiedad del Ayuntamiento y recibía a los delincuentes del partido judicial de Gijón. En 1924 se cede al estado, pasando a ser la segunda cárcel más importante de Asturias por detrás de la Cárcel Correccional de Oviedo. Fue una cárcel tranquila, con pocos reclusos, un intento de fuga infructífero y ningún motín en 82 años de funcionamiento.
Tras la inauguración del Centro Penitenciario de Asturias en 1992 la cárcel de El Coto cerró en 1993 y fue derribada en abril de 1994. Los terrenos resultantes fueron usados para la construcción de viviendas. Se conserva únicamente el edificio de entrada, de estilo ecléctico y sede actual del Hogar del Pensionista.

### La biblioteca

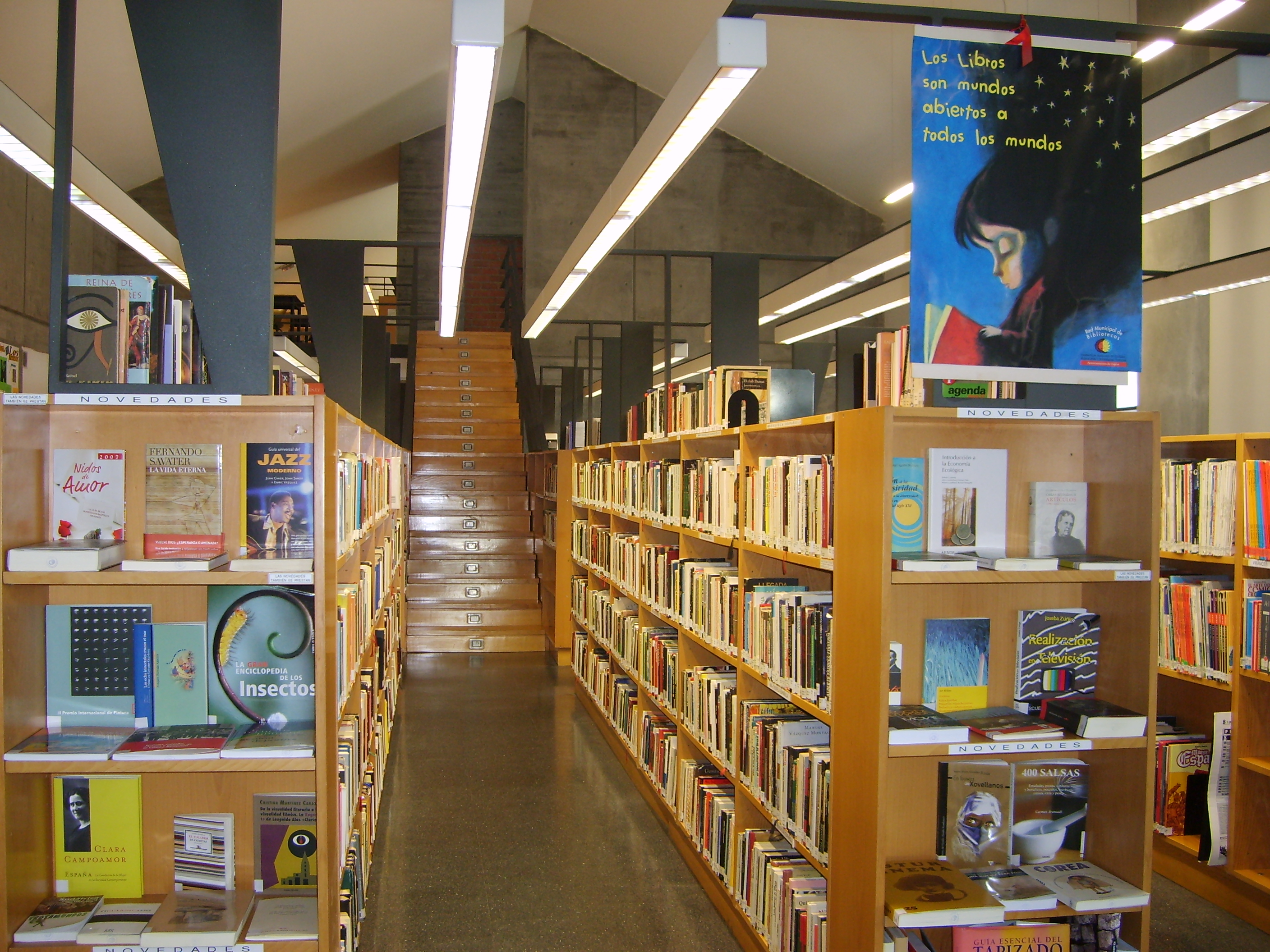
Biblioteca de El Coto.

La Biblioteca Municipal de El Coto empezó su andadura en 1983, por iniciativa de la Asociación de Vecinos, en la calle Avelino González Mallada.
Posteriormente se trasladó a la calle Leopoldo Alas, donde permaneció hasta octubre de 1997.
Su traslado definitivo al Centro Municipal Integrado de El Coto tuvo lugar a finales del año 1997 y fue inaugurada oficialmente el 28 de febrero de 1998.

## Equipamientos
El Centro Municipal Integrado de El Coto y entorno
El Centro Municipal Integrado de El Coto es el principal equipamiento del barrio puesto que en él se hallan la biblioteca, el centro de salud, la oficina de la Agencia Local de Empleo, distintas salas polivalentes, salón de actos, etc. Próximo al cuartel se encuentran las instalaciones deportivas, que incluyen piscinas. El Cuartel y las Piscinas están en la Plaza de la República, gran plaza pública y en donde bajo su superficie se halla un centro comercial. 
Educación
En El Coto se hallan el IES Calderón de la Barca, el CP Ramón de Campoamor y el Colegio Virgen Mediadora Dominicas. 
Sanidad
Destacan los hospitales privados del Sanatorio Covadonga y el Hospital Begoña, así como el Centro de Salud en el CMI El Coto.
Religión
La iglesia de San Nicolás de Bari es la única iglesia del barrio.
Otros
También hay una comisaría de la Policía Nacional, el Hogar del Pensionista y varias zonas verdes de reducido tamaño.